# Tuli Kupferberg
Naphtali „Tuli“ Kupferberg (28. září 1923, New York City, New York, USA – 12. července 2010, tamtéž) byl americký básník, hudebník a autor komiksů. Byl jedním ze zakládajících členů satirické hudební skupiny The Fugs.

## Život
Narodil se roku 1923 v New Yorku do židovské rodiny mluvící jidiš jazykem. Studoval na Brooklyn College a později pracoval jako lékařský knihovník. Brzy začaly jeho básně vycházet v novinách jako Village Voice. V roce 1958 publikoval se svou pozdější manželkou Sylvií tři vydání beatnického časopisu Birth. Jeho osobou se nechal inspirovat básník Allen Ginsberg, který ve svém díle Kvílení (Howl) psal o muži, který skočil z Brooklynského mostu. Jde o skutečnou událost jen s tím rozdílem, že Kupferberg skočil z Manhattanského mostu. Dále je například autorem knih 1001 Ways to Live Without Working a 1001 Ways to Beat the Draft.
Roku 1964 založil s dalším básníkem Edem Sandersem rockovou hudební skupinu The Fugs, která se ve svých satirických textech často narážela na politická témata a užívala vulgárních výrazů. Skupina přestala vystupovat koncem šedesátých let, ale roku 1985 byla obnovena. Na podzim roku 2009 utrpěl dvě mrtvice a téměř oslepl. V lednu 2010 proběhl benefiční koncert věnovaný Kupferbergovi. Účastnili se jej například Lou Reed, Laurie Anderson, Lenny Kaye, John Zorn a Philip Glass. Pořadatelem představení byl producent Hal Willner. Zemřel v červenci toho roku na Manhattanu ve věku 86 let. Ke konci života vlastnil kanál na YouTube, kde publikoval archivní záběry skupiny The Fugs, stejně jako recitace básní a satirické písně. Jeho manželkou byla Sylvia Topp, se kterou měl dva syny a jednu dceru.